# Mandy (canción)
«Mandy» es una canción romántica que ha tenido varias versiones. Scott English escribió la letra y grabó esta canción en 1971 como "Brandy". Su versión fue un éxito en el Reino Unido, no obstante, alcanzó la popularidad mundial con la versión del estadounidense Barry Manilow en 1974. La canción también fue un éxito número uno de la banda irlandesa Westlifeen en el Reino Unido en 2003.

## Versión original de Scott English
Se dijo que Scott English escribió "Brandy" inspirado en su perro favorito que dejó escapar. Pero English afirmó (dicho en The Billboard Book of Number One Adult Contemporary Hits) que un asistente lo llamó por teléfono temprano esa mañana para preguntarle quién era "Brandy", y él, irritado, le mintió con que se trataba de un perro para que la conversación terminara rápido.

## Versión de Barry Manilow
En 1974, Barry Manilow grabó la canción bajo el nombre de "Mandy". Fue su primera canción en llegar al número uno del Billboard Hot 100 y su primera canción de oro.Cuando grabó "Mandy" no estaba conforme con el ritmo electrónico de la versión original de English, por lo que prefirió entonarla como una balada y quedó mucho más complacido con los resultados. 

#### Posicionamiento en listas
| Lista (1974–1975)                                | Máxima posición |
| ------------------------------------------------ | --------------- |
| Alemania Occidental (Offizielle Deutsche Charts) | 19              |
| Australia (Kent Music Report)                    | 4               |
| Canadá (RPM Top Singles)                         | 1               |
| Canadá (RPM Adult Contemporary)                  | 1               |
| Estados Unidos (Billboard Hot 100)               | 1               |
| Estados Unidos (Billboard Adult Contemporary)    | 1               |
| Estados Unidos Cash Box Top 100                  | 1               |
| Irlanda (IRMA)                                   | 6               |
| Nueva Zelanda (Recorded Music NZ)                | 30              |
| Reino Unido (Official Charts Company)            | 11              |
| Sudáfrica (Springbok)                            | 3               |

## Versión de Westlife
La banda irlandesa Westlife hizo una versión de "Mandy" en 2003 y la lanzó en noviembre de 2003 como el segundo sencillo de su cuarto álbum de estudio, Turnaround (2003). Alcanzó el número uno en la lista UK Singles Chart del Reino Unido para convertirse en el duodécimo sencillo número uno de la banda en la lista. El sencillo vendió más de 200.000 copias en el Reino Unido para obtener una certificación de ventas de plata.
El video musical fue filmado en la Gran Logia Unida de Inglaterra, Freemasons' Hall, Londres. Su versión les valió su tercer premio a la Grabación del Año, en menos de cinco años.  Su versión es también el salto más largo a la cima (de 200 a 1) en la historia de la música del Reino Unido.  En Westlife - Our Story, la banda dijo que la idea de grabar y lanzar la canción fue de Simon Cowell.

#### Posicionamiento en listas
| Lista (2003–2004)                           | Máxima posición |
| ------------------------------------------- | --------------- |
| Alemania (Offizielle Deutsche Charts)       | 14              |
| Austria (Ö3 Austria Top 40)                 | 16              |
| Bélgica (Valonia) (Ultratip Bubbling Under) | 3               |
| Dinamarca (Tracklisten)                     | 2               |
| Escocia (Scottish Singles Sales Chart)      | 1               |
| Europa (European Hot 100 Singles)           | 3               |
| Irlanda (IRMA)                              | 1               |
| Noruega (VG-lista)                          | 15              |
| Países Bajos (Mega Single Top 100)          | 27              |
| Polonia (Polish Airplay Charts)             | 1               |
| Reino Unido (Official Charts Company)       | 1               |
| República Checa (IFPI)                      | 1               |
| Suecia (Sverigetopplistan)                  | 4               |

## Otras versiones
- En 1972, Bunny Walters grabó "Brandy" y la incluyó en su álbum Very Best of Bunny Walters.[33]
- En 1975 versionó la canción para su álbum The Other Side of Me.[34]
- En 1992 el productor musical italiano Marco Parmigiani produjo una versión eurodance en vinilo 12 pulgadas. Fue editada en Italia en el sello Disc-O-Very Records, y un año más tarde se publicó en España en el mítico sello barcelonés Max Music. La versión sonó mucho en las discotecas valencianas de los 90.[35]
- En 2011 el actor, cantante y modelo coreano Jang Keun Suk canta dicha canción durante la película You are my pet.
- La cantante alemana LaFe realizó una parodia de "Mandy" a la edad de 13 años. Gracias a esta imitación, denominada "Handy", fue que un productor musical la descubrió en un concurso de canto para niños en Alemania.
- "Mandy" ha sido versionada también por Johnny Mathis (1975), Ray Conniff (1975), Richard Clayderman (1994), Helmut Lotti (2003), Clay Aiken (2005), Donny Osmond (2007), Jang Keun-suk (2011), The Bad Plus (2016).

| Predecesor: "Me against the music" de Britney Spears con Madonna | Top 50 Singles - Sencillo n.º 1 22 de noviembre de 2003 - 6 de diciembre de 2003 | Sucesor: "Shut Up" de The Black Eyed Peas        |
| Predecesor: "Me against the music" de Britney Spears con Madonna | Top 10 Singles - Sencillo n.º 1 13 de diciembre de 2003 - 17 de enero de 2004    | Sucesor: "You don't know my name" de Alicia Keys |